# Sven Huybrechts
Pour les articles homonymes, voir Huybrechts.
Sven Huybrechts est un réalisateur et scénariste belge.

## Biographie
Sven Huybrechts est le fils du commentateur sportif Carl Huybrechts.

## Filmographie partielle

### Au cinéma
- 1999 : Zand erover (court métrage)
- 2008 : Piet Piraat en het zwaard van Zilvertand
- 2019 : U-235 (Torpedo)[2]

### À la télévision
- 2009 : Pat le Pirate (Piet Piraat)
- 2017 : Voor de leeuwen

## Récompenses et distinctions
- (en) Sven Huybrechts: Awards, sur l'Internet Movie Database